# ایل-کانتیلنا
ایل-کانتیلنا 

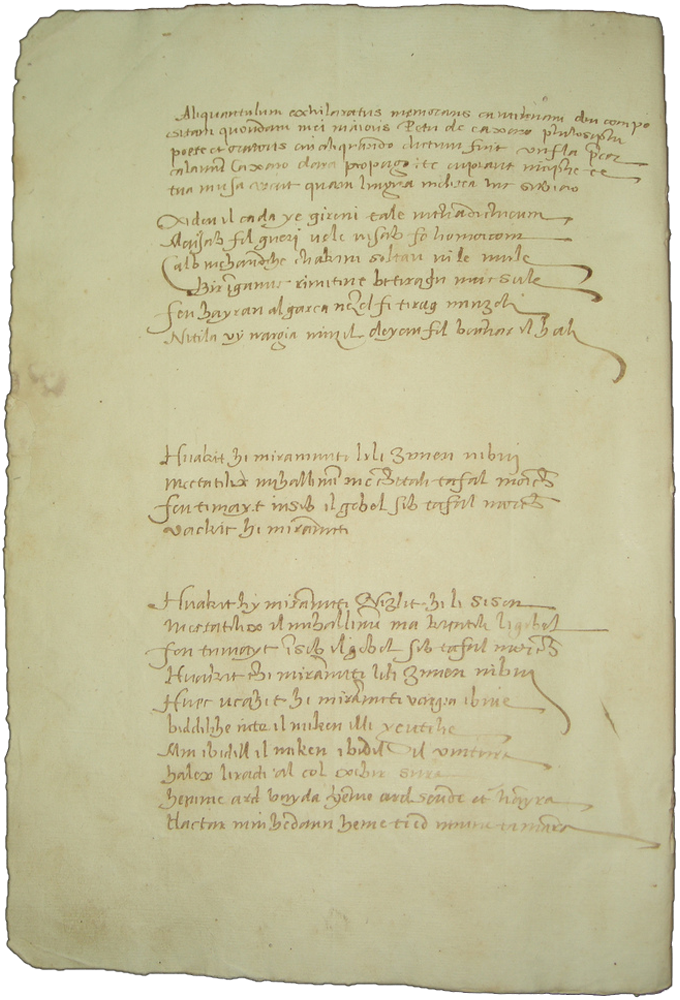
متن شعر ایل-کانتیلنا

(به مالتی: Cantilena) قدیمی‌ترین نوشته در زبان مالتی است. برآورد شده که این شعر در سدهٔ ۱۵ میلادی نوشته شده باشد اما خود اثر در سال ۱۹۶۶ میلادی کشف شد. این شعر به پیترو کاخارو نسبت داده شده‌است و توسط برادرزاده کاخارو به نام براندانو، در دفتر اسناد خود ضبط شده‌است. نسخه اصلی شعر در در شهر والتا در مالت نگه‌داری می‌شود.
هرچند که این نوشته در زبان مالتی و خط لاتین نوشته شده‌است، زبان آن گونهٔ کهن‌تری از مالتی امروزی است که هنوز توسط زبان‌های رومی تحت تأثیر قرار نگرفته بود و بنابراین می‌توان آن را مالتی باستان نام نهاد. به‌طور کلی، متون نخستین مالتی دارندهٔ واژگان غیرسامی بسیار کمی هستند. واژگان سامی شعرهای بعدی گاه بیشتر از واژگان رایج در زبان روزمره هستند.

## متن شعر
| - متن اصلی شعر Xideu il cada ye gireni tale nichadithicum Mensab fil gueri uele nisab fo homorcom Calb mehandihe chakim soltan ui le mule Bir imgamic rimitne betiragin mucsule Fen hayran al garca nenzel fi tirag minzeli Nitla vu nargia ninzil deyem fil bachar il hali. Huakit hi mirammiti lili zimen nibni Mectatilix mihallimin me chitali tafal morchi fen timayt insib il gebel sib tafal morchi vackit hi mirammiti. Huakit hy mirammiti Nizlit hi li sisen Mectatilix li mihallimin ma kitatili li gebel fen tumayt insib il gebel sib tafal morchi Huakit thi mirammiti lili zimen nibni Huec ucakit hi mirammiti vargia ibnie biddilihe inte il miken illi yeutihe Min ibidill il miken ibidil i vintura haliex liradi ’al col xibir sura hemme ard bayad v hemme ard seude et hamyra Hactar min hedann heme tred mine tamara. | - متن شعر به مالتی امروزی Xidew il-qada, ja ġirieni, talli nħadditkom, Ma nsab fil-weri u la nsab f’għomorkom Qalb m’għandha ħakem, sultan u la mula Bir imgħammiq irmietni, b’turġien muħsula, Fejn ħajran għall-għarqa, ninżel f’taraġ minżeli Nitla’ u nerġa’ ninżel dejjem fil-baħar il-għoli. Waqgħet hi, imrammti, l’ili żmien nibni, Ma ħtatlix mgħallmin, ’mma qatagħli tafal merħi; Fejn tmajt insib il-ġebel, sibt tafal merħi; Waqgħet hi, imrammti. Waqgħet hi, imrammti, niżżlet hi s-sisien, Ma ħtatlix l-imgħallmin, ’mma qatagħli l-ġebel; Fejn tmajt insib il-ġebel, sibt tafal merħi; Waqgħet hi, imrammti, l’ili żmien nibni. U hekk waqgħet hi, imrammti! w erġa’ ibniha! Biddilha inti l-imkien illi jewtiha; Min ibiddel l-imkien ibiddel il-vintura; Għaliex l-iradi għal kull xiber sura: Hemm art bajda, w hemm art sewda u ħamra. Aktar minn hedawn hemm trid minnha tmarra. | دوستان من (همسایگان)، شاهد گرفتاری من، همان‌طور که من آن را به شما می‌گویم: [آنچه] هرگز وجود نداشته‌است، نه در گذشته و نه در طول زندگی شما، قلبی [مشابه]، غیردولتی، بدون ارباب یا پادشاه (سلطان)، این مرا با پله‌های شکسته به پایین یک چاه انداخت آنجا که با آرزوی غرق شدن، از پله‌های سقوط خود پایین می‌آیم، من همیشه بالا و پایین می‌روم، همیشه در دریاهای آزاد. این (او) سقوط کرد، ساختمان من، پایه‌های آن خراب شد. این تقصیر سازندگان نبود، اما سنگ جای خود را به جایی که امیدوار بودم سنگ پیدا کنم خاک رس سست پیدا کردم این (او) سقوط کرد، عمارت من، (آن) که مدتهاست در آن ساخته بودم. و بنابراین، عمارت من فروکش کرد، و من مجبورم دوباره آن را بسازم، شما آن را به جایی مناسب خود تغییر دهید آن که جای خود را تغییر می‌دهد، سرنوشت خود را تغییر می‌دهد! برای هر زمینی که شکل خود را دارد، زمین سیاه و سفید و قرمز وجود دارد اما بالاتر از همه، (آنچه) شما از آن می‌خواهید یک میوه است. |

## جستار های وابسته
- پیترو کاخارو